# Chateaubriand (téléfilm)
Pour les articles homonymes, voir Chateaubriand.

Chateaubriand est un téléfilm français réalisé par Pierre Aknine en 2009 et diffusé le 28 avril 2010 sur France 2. Diffusé à nouveau le 17 janvier 2015 sur France 3.

## Synopsis
Chateaubriand est à Saint-Malo, pour décider de ce que sera sa future sépulture. Il se penche sur son passé, sa jeunesse à Combourg sous la férule d'un homme autoritaire, sa rencontre avec le Paris de la révolution, son voyage en Amérique. Plus tard, après l'armée des Princes vient l'interminable exil à Londres. De retour en France, sous le Consulat, auréolé par le succès littéraire, l'exécution du Duc d'Enghien le brouille avec Bonaparte. Fidèle soutien des Bourbons, il les sert de son mieux, essayant vainement de concilier monarchie et libertés. Sa rencontre avec Juliette Récamier, sa muse, sa sylphide, marque définitivement son itinéraire romantique.
Tous ces épisodes sont abondamment illustrés dans les pensées du personnage par des nombreuses citations extraites des diverses œuvres de l'auteur.

## Fiche technique
- Réalisateur : Pierre Aknine
- Scénario : Jean-François Goyet, Pierre Aknine et Gérard Walraevens
- Musique : Yvan Cassar et Eric Chevalier
- Montage : Thierry Rouden
- Décors : Jean-Jacques Gernolle
- Producteur : Jean-Pierre Guérin
- Date de diffusion : 28 avril 2010 sur France 2
- Durée : 105 minutes.
- Pays d'origine :  France
- Production : GMT Productions - Les Films de Pierre

## Distribution
- Frédéric Diefenthal : François-René de Chateaubriand
- Armelle Deutsch : Lucile
- Annelise Hesme : Juliette Récamier
- Aurélia Petit : Céleste
- Isabelle Tanakil : la Mère de Chateaubriand
- Daniel Mesguich : René de Chateaubriand
- Danny Martinez : Chateaubriand à 9 ans
- Lou Levy : Lucile à 13 ans
- Thierry Hancisse : Fontanes
- William Mesguich : Jean-Baptiste
- Jeanne Rosa : Aline
- Jean-François Balmer : Malesherbes
- Marek Vašut : Le Hollandais
- Aline Nolasco : Atala
- Geoffrey Bateman : George Washington
- Anne Richard :  Germaine de Staël
- Jacques Spiesser : Le Normant
- Pierre Peyrichout : Le Commissaire
- Audrey Fleurot : Rose Chamoiseau